# إغاثة الأمة بكشف الغمة (كتاب)
واحد من كتب العلامة المؤرخ تقى الدين المقريزى وتناول في هذا الكتاب تاريخ المجاعات في مصر وأسبابها حيث اسهب الحديث عن الأزمات الاقتصادية والمجاعات التي عاشتها مصر، ليصور لنا ما لاقته معظم فئات الشعب والجماهير المصرية من ضروب المحن والمآسي، في غفلة من الحكام، الذين فضل معظمهم الابتعاد عن الجماهير، وجعلوا كل همهم في جني الأموال وتحصيلها والإكثار منها، والاحتفاظ بالسلطة والحكم بمختلف الوسائل الأخلاقية وغير الأخلاقية، ومهما حل بالشعب من آلام ومصائب.

## عمل المقريزى في كتابه
عدد الكثير من المجاعات التي ألمت بمصر وأوضح صورها وأسبابها وحمّل مسؤولية هذه المجاعات للحكام الغافلين عن مصالح العباد، والغارقين في ملذات الدنيا وعبثها (ذكر منها قرابة ستاً وعشرين مجاعة). لقد كانت وسائل الإنتاج بسيطة، حيث كان يسود في المدينة الإنتاج الحرفي مع أدواته البسيطة، وتمركزه الضعيف ورأسماله القليل، أما في الأرياف فلم تكون وسائل الإنتاج تعدو المألوف من محاريث يدوية وأوائل زراعية تقليدية
يوضح المقريزي بأن المصائب والمحن تعاظمت على الناس في مصر بحيث ظن الناس أن هذه المحن لم يكون فيما مضى مثلها ولا مر الزمان في شبهها، حتى أنهم قالوا لا يمكن زوالها، وغفلوا أن ما بالناس هو ناتج من سوء تدبير الزعماء والحكام، وغفلتهم عن النظر في مصالح العباد، وما هذه الأزمة التي تمر بها مصر حالياً إلا كما مر من الأزمات والمصائب والمحن التي مرت بها فيما مضى من الأزمات
حاول المقريزي أن يذكر من الأزمات والمحن والمجاعات التي مرت بها مصر فيما مضى، ما يتضح به أنها كانت أشد وأصعب من هذه المحن التي نزلت بالناس في هذا الزمان بأضعاف مضاعفة، حتى ولو كانت الأزمة الحالية مشاهدة والماضية خبراً.
أكد المقريزي على أن المحن والأزمات تتعاقب على هذا الكون منذ بداية الخليقة وفي سائر الأقطار والبلدان، وهو يحاول أن يوضح في كتابه هذا ما حل بمصر وشعب مصر من المجاعات منذ آدم وإلى الزمن الحاضر «الذي عاشه» وهو يعود إلى التاريخ ويحاول أن يوضح ويذكر أهم ما حدث لشعب مصر من المصائب على مر العصور. ويذكر على لسان الأستاذ إبراهيم بن وصيف شاه في كتابه أخبار مصر لما قبل الإسلام، (أن أول غلاء وقع بمصر كان في عهد الملك السابع عشر من ملوك مصر قبل الطوفان. واسمه افروس بن مناوش الذي كان طوفان نوح في زمنه، على قول ابن هرجيب بن شلهوب، وكان سبب الغلاء ارتفاع الأمطار وقلة ماء النيل، فعقمت البهائم، ووقع الموت فيها لما أراده الله سبحانه وتعالى من هلاك العالم بالطوفان

## خصائص أسلوبه
ما يميز كتاباته:
1. الموضوعية والأمانة التاريخية في السرد والعرض
2. وتنبثق عن الموضوعية صفة العفة والأخلاق الرفيعة والترفع عن الإساءة إلى الآخرين.
3. التدقيق والتقصي والتحقيق والتعليل
4. الدخول في التفاصيل الدقيقة : أحوال النيل – الحياة اليومية – الفساد – الرشوة – الغلاء – إغراق الأسواق بالنقود.
5. التركيز على الموضوع وعدم الاستطراد، وعدم الخروج على الموضوع.
6. الحيادية تجاه الحكام وعدم مداهنتهم والتقرب إليهم